# DAPI
DAPI即4',6-二脒基-2-苯基吲哚（4',6-diamidino-2-phenylindole），是一種能夠與DNA強力結合的螢光染料，常用於螢光顯微鏡觀測。因為DAPI可以透過完整的細胞膜，它可以用于活細胞和固定細胞的染色。

## 历史
1971年DAPI在一项关于制抗锥虫病的药物的研究中由Otto Dann的实验室首次合成，虽然它不是一种成功的药物，但更深入的研究表明它在与DNA强力结合时发出更强的荧光，因此在1975年它被用在超速离心分析法中以标记线粒体DNA。与DNA结合时激发的强荧光使它被广泛用于荧光显微镜技术中对DNA的染色。上世纪70年代末证实DAPI可以被用来在植物、微生物、多细胞动物和细菌细胞中追踪DNA，1977年证实它可以被用来定量给细胞中的DNA染色，同时也证实DAPI可在流式细胞术中用作DNA染料。

## 荧光属性

### 发射与吸收波长
在螢光顯微鏡觀察下，與雙股DNA結合的DAPI染劑在358 nm（紫外线）处有一个最大吸收峰，并在461 nm（蓝）处有一个最大发射峰，其發射光的波長範圍含蓋了藍色至青綠色，因此在荧光显微技术中DAPI被紫外线照亮且被蓝或青色滤镜检出。DAPI也可以和RNA結合，但產生的螢光強度不及與DNA結合的結果，其發射光的波長範圍約在400 nm左右。
DAPI的發射光為藍色，且DAPI和荧光素、綠色螢光蛋白（Green fluorescent protein, GFP）或Texas Red染劑（紅色螢光染劑）的發射波長，僅有少部分重疊，研究員可以善用這項特性在單一的樣品上進行多重螢光染色。如果需要十分精确的分析，可以使用光谱去混合（spectral unmixing）技術計算此一影响。

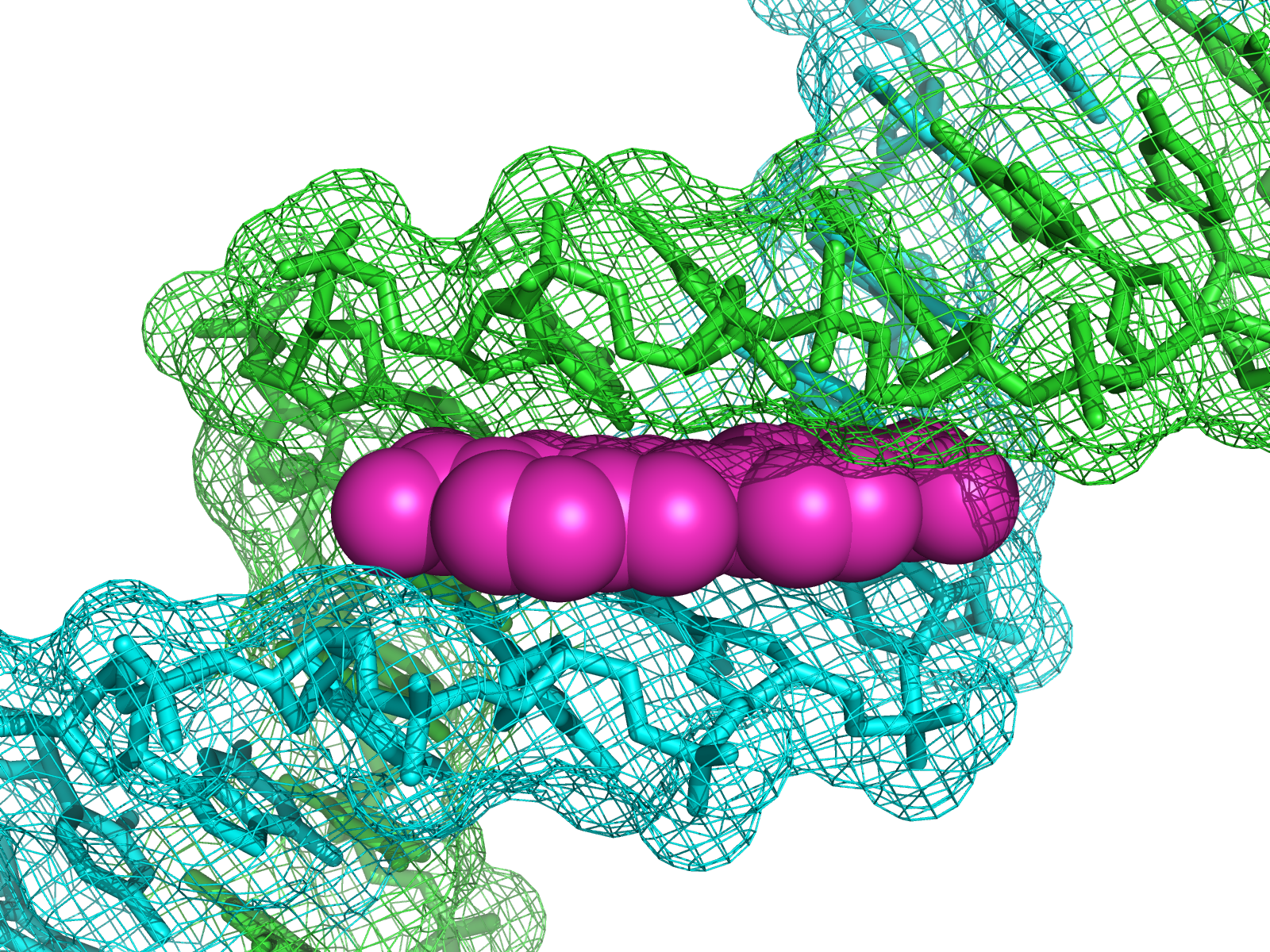
DAPI 结合于DNA小沟(蓝和绿). From.

### 吸收模型
2013年，有研究者以含时密度泛函理论與等電位聚焦的连续极化介质模型描述了DAPI與DNA結合與發出螢光的機制，此一量子力学模型解释了DAPI與DNA結合後吸收與发射光譜的現象，與DNA的結合會使DAPI分子因位向限制導致幾何彈性降低，且周圍環境的極性甚低會導致DAPI分子的極性降低。

## 用途
除了用于分析荧光显微法以外，DAPI也经常在细胞培养中被用于追踪侵染的支原体或病毒。在培养基上培养的支原体或病毒颗粒被DAPI染色后会发出荧光而易于追踪。
DAPI也经常在流式细胞术中用于区分不同细胞周期时相的细胞。

## 活细胞安全性

### 毒性
DAPI可用于固定细胞染色，但是因为活细胞染色对DAPI浓度有严格要求，它很少被用于活细胞染色。虽然DAPI能快速進入活細胞中與DNA結合，但是MSDS和其他文献认为DAPI没有毒性。
有研究表明，大剂量的DAPI可以导致小鼠中毒死亡,LD50= 基质 37.3 mg/kg。

### 潜在的诱变性
DAPI被視為一種致癌物。尽管DAPI没有显现出对大腸桿菌的诱变性，在机器制造商提供的信息上，DAPI被认为是一种DNA诱变剂。由于DAPI可以掺入DNA螺旋中，它很可能具有底层的DNA诱变性，在使用過程中應注意配制、使用與拋棄的處理程序。

## 替代

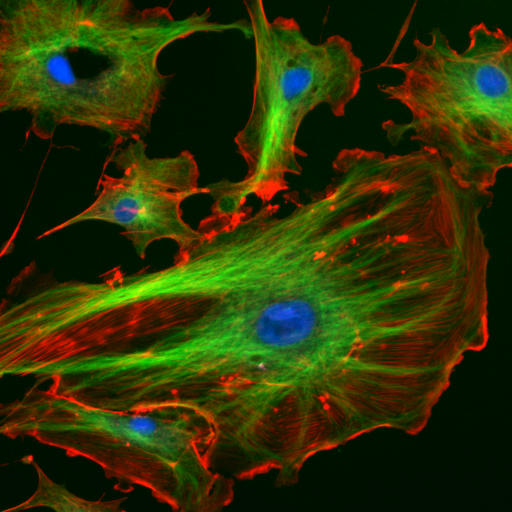
以DAPI（蓝）與鬼笔环肽（红）染色的內皮細胞，另外綠色為與使用與异硫氰酸荧光素結合的抗體進行免疫荧光法的結果

类似于DAPI技术，赫斯特染色是一种既可以用于活细胞也可以用于固定细胞的蓝色荧光染料，并且可以使用与DAPI相同的机器滤镜设置。